# ビー・ムービー
『ビー・ムービー』（原題: Bee Movie）は、ドリームワークスが2007年に制作したアニメーション映画。主演・製作・脚本は『となりのサインフェルド』のジェリー・サインフェルド。監督はスティーヴ・ヒックナー、サイモン・J・スミスが共同で務めている。プロダクション・デザイナーは『チャーリーとチョコレート工場』で美術を手掛けたアレックス・マクダウェル。マクダウェルはアニメ経験こそなかったが、曲線と直線の対比でハチの世界と人間の世界を描き分けた。
もともと、この映画はサインフェルドがスティーヴン・スピルバーグと食事をしている際、ミツバチを主人公にした映画のアイデアを思いついたことから制作が始まっており、「ミツバチ」(Bee) と「B級映画」(B movie) をかけた『ビー・ムービー』(Bee Movie) というタイトルだけが先に決まっていた。当初の構想から完成には4年の歳月がかかっている。
アメリカでは公開時に積極的なメディアミックスが展開され、10冊もの本を出版したほか、ウェブサイトのGaia Onlineではウェブアイテム配布、プレイステーション2・Xbox 360・Wii・ニンテンドーDS・Microsoft Windows向けのゲームが制作されるなどした。

## ストーリー
大学を出たばかりのバリーは蜂蜜をつくる仕事についたが不満を持っていた。ミツバチの世界では1度決めた仕事は一生変わることができない。ある日バリーは決まりを破って巣の外に出る。殺されそうなところを花屋のヴァネッサに助けられ交友を築くが、彼女とともに行ったスーパーマーケットで棚に大量のミツバチが並んでいるのを見つける。蜂蜜が人間に横取りされていると知ったバリーは訴えを起こして蜂蜜をミツバチのもとに取り戻す。しかしミツバチが働かなくなったことで世界中の花が枯れてしまう。困ったバリーとヴァネッサはパサデナで開かれるフラワー・フェスティバルに出品される最後の花を受粉しに向かう。

## キャスト
| キャラクター              | 英語版キャスト             | 日本語版キャスト | 説明                                               |
| ------------------------- | -------------------------- | --- | -------------------------------------------------- |
| バリー・B・ベンソン       | ジェリー・サインフェルド   | 宮川一朗太 | 物語の主人公。自分の仕事に不満を持ち巣を飛び出す。 |
| ヴァネッサ・ブルーム      | レネー・ゼルウィガー       | 日野由利加 | ニューヨークで花屋を営む女性。バリーを助ける。     |
| アダム・フレイマン        | マシュー・ブロデリック     | 小松史法 | バリーの親友。                                     |
| レイトン・T・モンゴメリー | ジョン・グッドマン         | 浦山迅 |                                                    |
| シカッチ                  | クリス・ロック             | 佐藤せつじ | ヒッチハイクをしている蚊。                         |
| ケン                      | パトリック・ウォーバートン | 乃村健次 | ヴァネッサのボーイフレンド。                       |
| トルーディ                | ミーガン・ムラリー         | 前田ゆきえ | ホネックス社のガイド。                             |
| ジャネト・ベンソン        | キャシー・ベイツ           | 滝沢ロコ | バリーの母親。                                     |
| マーチン・ベンソン        | バリー・レヴィンソン       | 稲葉実 | バリーの父親。蜂蜜のかき混ぜ係を担当している。     |
| デュカ                    | リップ・トーン             | 宝亀克寿 |                                                    |
| バンブレダン判事          | オプラ・ウィンフリー       | |                                                    |
| ミツバチ陸軍指揮官        | エディ・イザード           | |                                                    |
| レイ・リオッタ            | レイ・リオッタ             | 森川智之 | 本人役で出演。                                     |
| スティング                | スティング                 | | 本人役で出演。                                     |
| ラリー・キング            | ラリー・キング             | | ミツバチの世界の「ラリー・キング」として出演。     |
| タイトルナレーター        | ジム・カミングス           | 不明 |                                                    |
| その他                    |                            | 遠藤純一 西凛太郎 楠大典 丸山壮史 定岡小百合 落合弘治 水野龍司 加瀬康之 よのひかり 野中秀哲 一木美名子 近藤隆 武田華 岡林史泰 原田晃 ふくまつ進紗 中村浩太郎 間宮康弘 千々和竜策 木下紗華 最上嗣生 星野亜門 |                                                    |

## スタッフ
- 監督 - スティーヴ・ヒックナー、サイモン・J・スミス
- 製作 - ジェリー・サインフェルド、クリスティーナ・スタインバーグ
- 脚本 - ジェリー・サインフェルド、スパイク・フェレステン、アンディ・ロビン、バリー・マーダー
- プロダクション・デザイナー - アレックス・マクダウェル
- 音楽 - ルパート・グレッグソン＝ウィリアムズ
- 編集 - ニック・フレッチャー

## 評価
レビュー・アグリゲーターのRotten Tomatoesでは174件のレビューで支持率は49%、平均点は5.60/10となった。Metacriticでは34件のレビューを基に加重平均値が54/100となった。

## その他
ハチの世界「ニュー・ハイブ・シティ」は、JFK空港トランスワールド航空ターミナルをイメージしたデザインになっている。
ピューリッツァー賞受賞者の昆虫学者バート・ホルドブラーは、同社製作の『アンツ』、ピクサーの『バグズ・ライフ』同様、昆虫の生態系が忠実に描かれていないと批判している。
第65回ゴールデングローブ賞アニメーション映画賞や、その他10の映画賞および部門にノミネートされたが、いずれも受賞には至らなかった。
ドイツ・ヴュルツブルク大学の研究室が映画に出てくるハチの生態について研究を行った。